# Florrie Forde
Florrie Forde, egentligen Flora May Augusta Flannagan, född 16 augusti 1875 i Fitzroy, Victoria nära delstatshuvudstaden Melbourne, Australien, död 18 april 1940 i Aberdeen i Skottland, var en australisk–brittisk sångerska. 
När hon var sexton år gammal rymde hon hemifrån för att uppträda i "music hall" i Sydney. 1897 reste hon till London för att söka lyckan i England. Florrie Forde debuterade där på inte mindre än tre olika scener under samma kväll.
Hon blev mycket efterfrågad som grammofonsångerska och spelade in över 700 titlar mellan 1903 och 1936.
Under första världskriget hördes hon ofta med "It's a Long Way to Tipperary" och "Pack up Your Troubles in an Old Kit Bag".
Under mellankrigstiden turnerade hon i många år med en egen revy Flo and Co., och här upptäckte hon och förde samman sångar- och komikerparet Flanagan & Allen.
På 1930-talet hade hon dragit sig tillbaka till Isle of Man där hon ägde en pub. Men när andra världskriget kom så ville hon gärna göra en insats. Den 18 april 1940 avled hon efter en hjärnblödning under en föreställning för soldater i Aberdeen.
Florrie Fordes grav finns i Streatham Park Cemetery i London.